# Qmail
qmail은 유닉스에서 실행되는 메일 전송 에이전트(MTA)이다. 기존에 대중적인 Sendmail을 대체하는 더 안전한 소프트웨어로서 대니얼 J. 번스타인에 의해 1995년 12월을 기점으로 작성되었다. 원래 라이선스 프리 소프트웨어인 qmail의 소스 코드는 나중에 개발자에 의해 퍼블릭 도메인으로 이동되었다.